# Budu Cantemir
Budu Cantemir – wieś w Rumunii, w okręgu Vaslui, w gminie Stănilești. W 2011 roku liczyła 295 mieszkańców.